# Calgary-Nord-Ouest
Circonscription électorale provinciale du Canada
Calgary-Nord-Ouest est une circonscription électorale provinciale de l'Alberta, (Canada), créée en 1979. 
Sa députée actuelle est la conservatrice Rajan Sawhney, élue sous la bannière du Parti conservateur uni en 2023.

## Liste des députés
| Années                             | Années          | Député           | Parti politique           |
| ---------------------------------- | --------------- | ---------------- | ------------------------- |
| Voir Calgary-Foothills 1971 - 1979 |                 |                  |                           |
|                                    | 1979 - 1982     | Sheila Embury    | Progressiste-conservateur |
|                                    | 1982 - 1986     | Sheila Embury    | Progressiste-conservateur |
|                                    | 1986 - 1988     | Stan Cassin      | Progressiste-conservateur |
|                                    | 1989 - 1993     | Frank Bruseker   | Libéral                   |
|                                    | 1993 - 1997     | Frank Bruseker   | Libéral                   |
|                                    | 1997 - 2001     | Greg Melchin     | Progressiste-conservateur |
|                                    | 2001 - 2004     | Greg Melchin     | Progressiste-conservateur |
|                                    | 2004 - 2008     | Greg Melchin     | Progressiste-conservateur |
|                                    | 2008 - 2012     | Lindsay Blackett | Progressiste-conservateur |
|                                    | 2012 - 2015     | Sandra Jansen    | Progressiste-conservateur |
|                                    | 2012 - 2016     | Sandra Jansen    | Progressiste-conservateur |
|                                    | 2016 - 2019     | Sandra Jansen    | Néo-démocrate             |
|                                    | 2019 - 2023     | Sonya Savage     | Conservateur uni          |
|                                    | 2023 - en cours | Rajan Sawhney    | Conservateur uni          |

## Résultats électoraux
| Élection générale albertaine de 2012 | Élection générale albertaine de 2012 | Élection générale albertaine de 2012 | Élection générale albertaine de 2012 |
| Candidat                             | Candidat                             | Parti                                | # de voix                            |
| ------------------------------------ | ------------------------------------ | ------------------------------------ | ------------------------------------ |
|                                      | Sandra Jansen                        | Progressiste-conservateur            | 7,683                                |
|                                      | Chris Challis                        | Parti Wildrose                       | 5,454                                |
|                                      | Robert Prcic                         | Libéral                              | 992                                  |
|                                      | Brian Malkinson                      | NPD                                  | 471                                  |
|                                      | Bryan Hunt                           | Evergreen (en)                       | 140                                  |
|                                      | Troy Millington                      | Parti de l'Alberta                   | 103                                  |
| Total                                |                                      |                                      |                                      |